# San Ana Mixtán

Santa Ana Mixtán es una aldea del municipio de Nueva Concepción en el departamento de Escuintla en la República de Guatemala, aunque fue uno de los municipios originales del Estado de Guatemala cuando este fue formalmente establecido en 1825; en ese entonces era parte del departamentode Guatemala/Escuintla.  Posteriormente pasó al departamento de Escuintla cuando este se formó luego de la segregación del Estado de Los Altos en 1839.
El poblado perdió la categoría de municipio en 1947, por un decreto del gobierno del Dr. Juan José Arévalo Bermejo, que lo convirtió en aldea del recién creado municipio de Tiquisate, y posteriormente pasó al municipio de Nueva Concepción cuando este fue creado en 1974.

## Historia

### Tras la Independencia de Centroamérica
El Estado de Guatemala fue definido de la siguiente forma por la Asamblea Constituyente de dicho estado que emitió la constitución del mismo el 11 de octubre de 1825: «el estado conservará la denominación de Estado de Guatemala y lo forman los pueblos de Guatemala, reunidos en un solo cuerpo.  El estado de Guatemala es soberano, independiente y libre en su gobierno y administración interior.»
Mixtán fue uno de los municipios originales del Estado de Guatemala fundado en 1825; estaba en el departamento de Guatemala/Escuintla, cuya cabecera era la Nueva Guatemala de la Asunción, y tenía a los municipios de Guatemala, Amatitlán, Escuintla, Mixtán, Jalpatagua, Guazacapán, y Cuajiniquilapa.
La constitución del Estado de Guatemala promulgada el 11 de octubre de 1825 también estableció los circuitos para la administración de justicia en el territorio del Estado y menciona que los dos Mixtanes eran parte del Circuito del mismo nombre en el Distrito N.º 2 (Escuintla (departamento)|Escuintla]]), junto con Escuintla, Palín, San Pedro Mártir, Chahuite, Masagua, Guanagazapa, Don García, Tecuaco, La Gomera, Chipilapa, Siquinalá y Cotzumalguapa.

### Demarcación política de Guatemala de 1902
En 1902, el gobierno del licenciado Manuel Estrada Cabrera publicó la Demarcación Política de la República, y en ella se describe a Santa Ana Mixtán así: «su cabecera es la villa del mismo nombre, a 88 km de Escuintla, abarca una área de 3714 caballerías. El clima es caliente, y las producciones principales: maíz y frijol.  Posee extensos potreros y gran parte de sus habitantes se dedica a la crianza de ganado».

### Disolución del municipio
El territorio que ocupaba el municipio de Santa Ana Mixtán era una fértil montaña, con un suelo suelo con  manto negro y otro con manto verde producto del humus y clorofila, Los caminos eran polvorientos en el verano y lodosos en el invierno; se entraba por la vía de la aldea Pinula para internarse a la montaña. También entraban personas por el sector de Cocales con bestias mulares a vender víveres y de regreso llevaban piezas de cacería. Algunos caminos eran brechas anchas donde transitaban camiones preparados para sacar madera. 
En 1940 la United Fruit Company asentada en el municipio de Tiquisate gracias a una concesión otorgada por el gobierno del general Jorge Ubico Castañeda en 1934, inició la explotación de madera en el área que ocupa actualmente el municipio de Nueva Concepción.  En ese entonces, dentro de la selva de la montaña se encontraba el municipio de Santa Ana Mixtan, a la ribera del río Coyolate.
El 5 de marzo de 1947 el presidente de Guatemala, Dr. Juan José Arévalo Bermejo, por acuerdo gubernativo dispuso que el municipio de Santa Ana Mixtan se denominara Tiquisate, pero que cambiara la cabecera municipal a Pueblo Nuevo, reduciendo Santa Ana Mixtan a categoría de aldea del nuevo municipio. El 27 de junio de 1947 la última corporación municipal, de Santa Ana Mixtan, presidida por su alcalde municipal, Nicolás Contreras Bonilla y ante autoridades departamentales integran la primera municipalidad de Tiquisate presidida por su alcalde Dámaso Taracena Vila.